# Campinas do Sul
Campinas do Sul is een gemeente in de Braziliaanse deelstaat Rio Grande do Sul. De gemeente telt 5.745 inwoners (schatting 2009).